# The Doctor Came at Dawn
The Doctor Came at Dawn es el cuarto álbum de Bill Callahan (bajo el pseudónimo Smog), lanzado el 10 de septiembre de 1996 por Drag City y relanzado en Europa en 2001 por Domino Records. "Lize" presenta a la compañera creativa ocasional de Callahan, Cynthia Dall.

## Lista de canciones
1. "You Moved In" – 4:34
2. "Somewhere in the Night" – 2:10
3. "Lize" – 5:58
4. "Spread Your Bloody Wings" – 3:27
5. "Carmelite Light" – 0:42
6. "Everything You Touch Becomes a Crutch" – 2:34
7. "All Your Women Things" – 6:47
8. "Whistling Teapot (Rag)" – 3:39
9. "Four Hearts in a Can" – 4:12
10. "Hangman Blues" – 4:49